# Karl Hessenberg
Karl Adolf Hessenberg (né le 8 septembre 1904 à Francfort-sur-le-Main, où il est mort le 22 février 1959) est un ingénieur électricien et mathématicien allemand.

## Biographie
Hessenberg étudie l'électrotechnique à l'Université technique de Darmstadt entre 1925 et 1930, et obtient son diplôme en 1930. De 1931 - 1932 il est assistant d'Alwin Walther, puis il travaille dans l'entreprise Elektrizitätswerk Rheinhessen à  Worms. Il est ensuite ingénieur chez AEG, 'abord à Berlin, puis à Francfort.
Il obtient son doctorat en 1940 sous la direction d'Alwin Walther ;  sa thèse s'intitule Die Berechnung der Eigenwerte und Eigenlösungen linearer Gleichungssysteme.

## Matrices de Hessenberg
Les matrices de Hessenberg sont nommées d'après Karl Hessenberg. Aujourd'hui encore, la thèse de Hessenberg est généralement citée comme l'origine de ce type de matrices, par exemple dans le livre sur les matrices de Rudolf Zurmühl (Matrizen und ihre technische Anwendung). Le titre est généralement indiqué  comme étant Auflösung linearer Eigenwertaufgaben mit Hilfe der Hamilton-Cayleyschen Gleichung. Cependant, l'origine des matrices de Hessenberg se trouve dans un rapport de l'Institut für Praktische Mathematik (IPM) de Darmstadt publié en 1940. Le titre du rapport est Behandlung linearer Eigenwertaufgaben mit Hilfe der Hamilton-Cayleyschen Gleichung, donc pratiquement le même titre qui a été attribué à tort à la thèse. De fait, Jens-Peter Zemke, dans son texte sur Karl Hessenberg explique que le titre original de la thèse était tel qu'indiqué dans les citations, mais qu'il aurait été modifié entre la soumission et l'acceptation. Il a été découvert que Karl Hessenberg avait établi des résultats déjà connus et publiés dans le livre Elementary Matrices de Frazer, Duncan & Collar de 1936, à savoir l'utilisation de l'équation de Hamilton-Cayley et des covariantes de Frobenius pour calculer les valeurs propres et les vecteurs propres. Le fait que cela aurait entraîné le retard dans l'acceptation de la thèse est étayé par la déclaration suivante des examinateurs : « Der Verfasser der vorliegenden Dissertation hat verschiedene Dinge selbständig und unabhängig gefunden, von denen sich nachträglich herausgestellt hat, daß sie bereits bekannt waren. Das trifft z. B. zu für den Gebrauch der Hamilton-Cayleyschen Gleichung zur Auflösung der Säkulargleichung oder für die hier als Einheitsteilmatrizen bezeichneten Frobeniusschen Kovarianten. Wir haben es trotzdem für richtig gehalten, die Dissertation in der ursprünglichen Fassung endgültig einreichen zu lassen, während in dem geplanten Auszug in einer Zeitschrift diejenigen Kürzungen vorgenommen werden sollen, die durch Bezugnahme auf Literatur möglich sind ».

## Développements
La vie et les travaux de Hessenberg  en mathématiques numériques ont été redécouverts par Seiji Fujino, en commençant par une recherche dans la base NA-Digest. La méthode de Hessenberg a été développée par James Hardy Wilkinson dans son livre "The Algebraic Eigenvalue Problem" en une méthode plus générale appelée le procédé de Hessenberg.
La méthode de Hessenberg, comme les variantes généralisées de Wilkinson, appartient à la classe des méthodes dite des sous-espaces de Krylow. La méthode de Hessenberg est l'une des plus anciennes de cette famille (elle a précédé de dix ans les publications de Cornelius Lanczos et Hestenes et Stiefel), et elle continue à avoir  une certaine pertinence. Sur la base de la méthode originale de Hessenberg, Hassane Sadok a développé en 1999 une méthode de minimisation des résidus (Changing minimal residual method based on the Hessenberg process, abrégée en CMRH), qui représente une alternative à la résolution de systèmes d'équations linéaires denses au moyen d' élimination gaussienne.

## Parenté
Karl Hessenberg est le frère du compositeur Kurt Hessenberg et l'arrière-petit-fils du médecin et auteur de livres pour enfants Heinrich Hoffmann.